# Benjamin Koons
Benjamin Koons, znany także jako Ben Koons (ur. 9 kwietnia 1986 w Dunedin) – nowozelandzki biegacz narciarski, uczestnik Zimowych Igrzysk Olimpijskich 2010.
W Pucharze Świata zadebiutował 10 grudnia 2005 w kanadyjskim Vernon, zajmując 60. miejsce w biegu łączonym na 30 kilometrów. Łącznie czterokrotnie wystąpił w zawodach tej rangi, a wszystkie starty miały miejsce w grudniu 2005 w Kanadzie.
W lutym 2005 zajął drugie miejsce w biegu na 10 kilometrów stylem klasycznym w ramach zawodów akademickich w Stowe oraz czternaste miejsce w biegu na 15 km stylem dowolnym. W 2007 roku w zawodach tej rangi zajął trzecie miejsce w biegu na 20 km techniką klasyczną.
W 2006 roku uczestniczył w mistrzostwach świata juniorów w Kranju. Najwyższe miejsce uzyskał w sprincie, w którym był 56. Pięć lat później wziął udział w mistrzostwach świata seniorów w Oslo. Najwyższą lokatę zajął w sprincie drużynowym – wspólnie z Nilsem Koonsem był dwudziesty wśród 25 sklasyfikowanych par. Ponadto wygrał prekwalifikacje do biegu na 10 km techniką klasyczną.
W 2010 roku wystąpił na zimowych igrzyskach olimpijskich w Vancouver. Wziął udział w dwóch konkurencjach i został sklasyfikowany tylko w biegu na 50 kilometrów. Bieg ten ukończył na 46. miejscu.

## Osiągnięcia

### Igrzyska olimpijskie
| Rok i miejsce   | Konkurencja  | Kwalifikacje | Ćwierćfinały | Półfinały | Finały    | Miejsce | Zwycięzca      |
| --------------- | ------------ | ------------ | ------------ | --------- | --------- | ------- | -------------- |
| 2010, Vancouver | Bieg łączony |              |              |           | DNF       | DNF     | Marcus Hellner |
| 2010, Vancouver | Bieg masowy  |              |              |           | 2:21:53,9 | 46.     | Petter Northug |

### Mistrzostwa świata
| Rok i miejsce | Konkurencja                         | Kwalifikacje | Kwalifikacje | Ćwierćfinały | Ćwierćfinały | Półfinały | Półfinały | Finały    | Finały  | Zwycięzca                  |
| Rok i miejsce | Konkurencja                         | Czas         | Miejsce      | Czas         | Miejsce      | Czas      | Miejsce   | Czas      | Miejsce | Zwycięzca                  |
| ------------- | ----------------------------------- | ------------ | ------------ | ------------ | ------------ | --------- | --------- | --------- | ------- | -------------------------- |
| 2011, Oslo    | Sprint (styl dowolny)               |              | DNS nq       | nq           | nq           | nq        | nq        | nq        | DNS     | Marcus Hellner             |
| 2011, Oslo    | Bieg łączony na 30 km               |              |              |              |              |           |           | DNF       | 70.     | Petter Northug             |
| 2011, Oslo    | Bieg na 15 km (styl klasyczny)      |              |              |              |              |           |           | 44:00,4   | 68.     | Matti Heikkinen            |
| 2011, Oslo    | Sprint drużynowy (styl klasyczny)   |              | 20. nq       | nq           | nq           | nq        | nq        | nq        | 20.     | Devon Kershaw, Alex Harvey |
| 2011, Oslo    | Bieg masowy na 50 km (styl dowolny) |              |              |              |              |           |           | 2:26:54,2 | 62.     | Petter Northug             |

### Mistrzostwa świata juniorów
| Miejsce | Dzień       | Rok  | Miejscowość | Konkurencja                  | Zwycięzca         |
| ------- | ----------- | ---- | ----------- | ---------------------------- | ----------------- |
| 56.     | 31 stycznia | 2006 | Kranj       | Sprint st. dowolnym          | Petter Northug    |
| 69.     | 1 lutego    | 2006 | Kranj       | Bieg na 10 km st. klasycznym | Petter Northug    |
| 63.     | 3 lutego    | 2006 | Kranj       | Bieg łączony na 20 km        | Siergiej Ustiugow |

### Puchar Świata

#### Miejsca w klasyfikacji generalnej
| Sezon     | Miejsce           |
| --------- | ----------------- |
| 2005/2006 | niesklasyfikowany |

#### Miejsca na podium
Koons nigdy nie stał na podium indywidualnych zawodów Pucharu Świata.

#### Miejsca w poszczególnych zawodachPucharu Świata
stan po zakończeniu sezonu 2005/2006
| Sezon 2005/2006                                                                                        |                             |                      |                      |                        |                     |                         |                         |                         |                            |                       |                    |                                |                            |                         |                   |                      |                     |                      |                      |                     |                      |                        |                         |        |        |        |        |        |        |        |        |        |        |        |        |        |        |        |        |        |        |        |        |        |        |
| Düsseldorf 22.10 (SP F)                                                                                | Beitostølen 19.11 (15 km C) | Ruka 26.11 (15 km C) | Ruka 27.11 (15 km F) | Vernon 10.12 (2x15 km) | Vernon 11.12 (SP F) | Canmore 15.12 (15 km F) | Canmore 17.12 (30 km C) | Nové Město 30.12 (SP F) | Nové Město 31.12 (15 km F) | Otepää 7.01 (15 km C) | Otepää 8.01 (SP C) | Lago di Tesero 14.01 (30 km F) | Oberstdorf 21.01 (2x15 km) | Oberstdorf 22.01 (SP C) | Davos 4.02 (SP F) | Davos 5.02 (15 km C) | Mora 5.03 (90 km C) | Borlänge 7.03 (SP F) | Falun 8.03 (2x10 km) | Drammen 9.03 (SP C) | Oslo 11.03 (50 km F) | Changchun 15.03 (SP F) | Sapporo 19.03 (2x15 km) | punkty | punkty | punkty | punkty | punkty | punkty | punkty | punkty | punkty | punkty | punkty | punkty | punkty | punkty | punkty | punkty | punkty | punkty | punkty | punkty | punkty | punkty |
| - | -                           | -                    | -                    | 60                     | 61                  | 71                      | DNF                     | -                       | -                          | -                     | -                  | -                              | -                          | -                       | -                 | -                    | -                   | -                    | -                    | -                   | -                    | -                      | -                       | 0      | 0      | 0      | 0      | 0      | 0      | 0      | 0      | 0      | 0      | 0      | 0      | 0      | 0      | 0      | 0      | 0      | 0      | 0      | 0      | 0      | 0      |
| Legenda                                                                                                |                             |                      |                      |                        |                     |                         |                         |                         |                            |                       |                    |                                |                            |                         |                   |                      |                     |                      |                      |                     |                      |                        |                         |        |        |        |        |        |        |        |        |        |        |        |        |        |        |        |        |        |        |        |        |        |        |
| 1 2 3 4–10 11–30 31–100 Dyskwalifikacja - – zawodnik nie wystartował DNF – Zawodnik nie ukończył biegu |                             |                      |                      |                        |                     |                         |                         |                         |                            |                       |                    |                                |                            |                         |                   |                      |                     |                      |                      |                     |                      |                        |                         |        |        |        |        |        |        |        |        |        |        |        |        |        |        |        |        |        |        |        |        |        |        |